# Clóvis Carvalho
Clóvis de Barros Carvalho GCIH • GOMM (Franca, 15 de agosto de 1938) é um engenheiro eletrônico brasileiro filiado ao Partido da Social Democracia Brasileira (PSDB). Foi ministro da Casa Civil e do Desenvolvimento durante o governo Fernando Henrique Cardoso.

## Biografia
Engenheiro formado pela Escola Politécnica da Universidade de São Paulo (1968), trabalhou no Grupo Villares por dezessete anos, tendo ocupado diversos cargos de gerência e cargos executivos até o de vice-presidente. Deixou a Villares em 28 de setembro de 1995.
Foi secretário de Economia e Planejamento do Governo do Estado de São Paulo, no último ano do mandato do Governador Franco Montoro (1986), e atuou em postos de gerência e diretoria financeira de diversas empresas estaduais, como Metrô, Sabesp e Comgás.
Em 1988, foi um dos fundadores do PSDB.
Em 1993 passou  a ocupar a  secretária-executiva do Ministério da Fazenda e exerceu o cargo durante os dez meses em que  Fernando Henrique Cardoso foi Ministro da Fazenda (maio de 1993 a março de 1994) do presidente  Itamar Franco. Embora não fosse economista,  Clóvis Carvalho coordenava as reuniões da equipe econômica que elaborou o Plano Real e passou a ser uma espécie de gestor da equipe.
Posteriormente, foi ministro da Casa Civil durante o primeiro governo Fernando Henrique Cardoso, de 1 de janeiro de 1995 a 1º de janeiro de 1999.
Em março de 1995, Clóvis foi admitido por FHC à Ordem do Mérito Militar no grau de Grande-Oficial especial. A 16 de Dezembro de 1997 foi agraciado com a Grã-Cruz da Ordem do Infante D. Henrique de Portugal.
Foi ministro do Desenvolvimento, Indústria e Comércio Exterior do Brasil no segundo governo Fernando Henrique Cardoso, de 19 de julho a 8 de setembro de 1999.
Em 2007, foi  nomeado Secretário de Governo da Prefeitura de São Paulo, durante a administração do  prefeito   Gilberto Kassab.
Atualmente é diretor-executivo da   Poiesis - Associação dos Amigos da Casa das Rosas, da Língua e da Literatura, organização social contratada pelo Estado de São Paulo para gerir 21 oficinas culturais do Estado, quatro fábricas de cultura e  dois espaços culturais: a Casa das Rosas – Espaço Haroldo de Campos de Poesia e Literatura  e o Museu Casa Guilherme de Almeida.